# GSC3226-1960
GSC3226-1960 — хімічно пекулярна зоря спектрального класу A7, що має видиму зоряну величину в смузі V приблизно 11,1.

## Пекулярний хімічний склад
Зоряна атмосфера GSC3226-1960 має підвищений вміст 
Si
.